# Levin Amweg

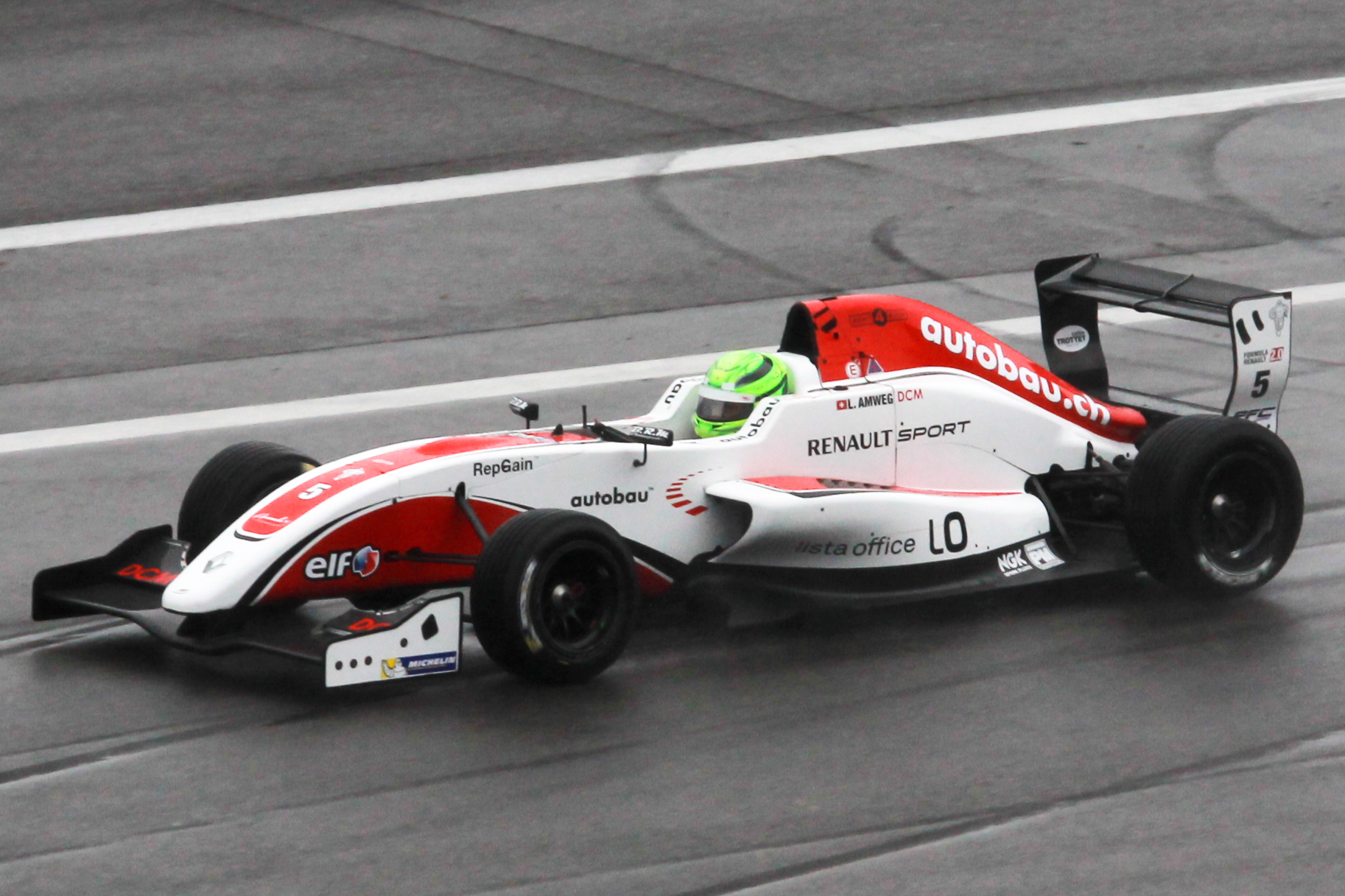
Levin Amweg im Formel Renault 2.0 Eurocup auf dem Nürburgring 2014

Levin Kim Amweg (* 11. September 1994 in Bern) ist ein ehemaliger Schweizer Rennfahrer und mittlerweile Gründer von mehreren erfolgreichen Unternehmen.

## Karriere
Amweg begann seine Motorsportkarriere 2004 im Kartsport, in dem er bis 2010 aktiv war. Unter anderem wurde er 2007 Schweizer Meister in der Mini-Kategorie und 2010 Schweizer Meister Sport 125. 2009 gewann er den «lista office LO ROK Cup» und wurde an den Weltmeisterschaften in Italien Gesamt-Dritter, nachdem er das Rennen bis zu einer SC Phase in den letzten Runden angeführt hatte.
2011 wechselte Amweg in den Formelsport und trat als Neuling in der LO Formel BMW Junior an. Er gewann auf Anhieb sein erstes Rennen und wurde Vierter in der Meisterschaft in seinem ersten Jahr.
2012 ging er als Gesamtsieger der Serie hervor und gewann neben dem Geldpreis von CHF 5000.- einen Formel-3-Test.
2013 startete er für Jenzer Motorsport im Formel Renault 2.0 Eurocup. 2014 fuhr er zunächst die Toyota Racing Series in Neuseeland. In der Formel Renault wechselte er zum ART Junior Team. Neben dem Eurocup startete er an drei Rennwochenenden im Formel Renault 2.0 Northern European Cup. Hier gewann er am 24. Mai das erste von drei Rennen auf dem Silverstone Circuit und stand während der Saison mehrere mal auf dem Podium.
2015 startete er im Audi Sport TT Cup. Nach einem schweren Massencrash in Spielberg (Österreich), bei welchem er sich seinen Rücken an zwei Stellen brach, beendete er seine Motorsportkarriere vorzeitig.

## Unternehmerische Tätigkeiten
Amweg war nach seiner Motorsportkarriere als Coach für Renn-Fahrer tätig und gründete mehrere Start-ups. Des Weiteren finanzierte und unterstützte er Start-Up-Unternehmen. Er ist unter anderem Mitbegründer der MSL Industries GmbH (Stammkapital CHF 20'000) sowie Geschäftsführer und Mitbegründer von Cannerald, eines Unternehmens (Stammkapital CHF 20'000), das sich mit der Produktion von und der Forschung mit medizinischen Cannabisprodukten beschäftigt.
2020 wurde die Firmenmutter Emerald Group AG gegründet, bei welcher Levin Amweg im Vorstand ist. Unter der Gruppe befinden sich weiter Unternehmen der Firmengruppe wie eine Vape Pen (VMAXX) Firma, oder eine Sicherheitsfirma (MSS Security GmbH) aus Deutschland mit mittlerweile über 1'000 beschäftigten Mitarbeitern und weitere Gesellschaften.